# Тенчинский, Николай
Николай Тенчинский из Моравицы (пол. Mikołaj Tęczyński z Morawicy; около 1465 — 26 октября 1497) — польский военный и государственный деятель, мечник краковский (1490), воевода белзский (1495—1496), воевода русский и генеральный староста русский (1497).

## Биография
Представитель польского дворянского рода Тенчинских герба «Топор». Сын Ян из Тенчины, каштеляна краковского, и Барбары Лянцкоронской, дочери Збигнева Лянцкоронского из Бжезья, великого маршалка коронного. Братья — Анджей (каштелян малогощский), Збигнев (староста львовский и мальборкский), Станислав (подкоморий хелмский и воевода белзский), Сендзивой (королевский секретарь и ректор Краковской академии) и Габриэль.
Николай Тенчинский погиб в Буковине вместе со своим братом Габриэлем во время экспедиции польской армии под командованием короля Яна Ольбрахта (в битве у Козминского леса или во время отступления).
В 1484 году он женился на Александре из Хожува (Olechna Sudymuntówna), дочери Олехны Судимунтович, воеводы Виленского. У него было пятеро детей:
- Анна (умерла после 1523 г.), жена Николая Шидловецкого, каштеляна радомского и великого казначея короны;
- Ян (1492—1541), краковский мечник и подкоморий хелмский (1515), каштелян хелмский (1525), воевода белзский (1528), подольский (1528), русский (1533), и сандомирский (15537), староста белзский, холмский, красныставский, ратнянский. Муж Катажины Лаской, дочери Ярослава
- Станислав (умер между 1521 и 1527 годами); королевский придворный, староста любомльский
- Ядвига (умерла между 1549 и 1560 годами), жена Адама Курозвенского, старосты бжезницкий, а затем Петра Опалинского, каштеляна гнезненского
- Барбара (ок. 1490—1521), жена Яна Амора Тарновского, каштеляна краковского и гетмана великого коронного.

## Земельная недвижимость
Миколай Тенчинский получил от своего отца:
- Козубовский ключ (4 деревни: Козубов , Садек , Загужице и Лысобарк) в Вислицком повяте
- Пшиленцкий ключ — 3 деревни (Пшиленк , Межава , Покшивница) в Ксенжненском повяте
- деревни Путневице , Бузенец и Ярославец в Хелмской земле
- часть, а позже и весь дом Кошице (1 город и 2 деревни)
- Усадьба Крылов (замок и 20 деревень) в Русском воеводстве.

Александра (Олечная) из Хожува принесла ему в приданое имения Семятыче (1 город и 6 деревень) в Мельницкой земле в Подляшском воеводстве. В 1484 году от своего брата Станислава он унаследовал имения Шишовице и Теребин, а также владения Любомеля (город и 16 деревень) и Волсвина (1 деревня). Кроме того, он купил у Плазисов деревню Бжосквиня в Ксенжненском повете, а у дочерей брата Станислава Хшонстовице в Заторском княжестве, половину Ольшовы Млына в Рудаве и половину доходного дома в Кракове. Всего в имение Тенчинского входили 2 замка (Крылов и Теребинь), 3 города (Семятыче, Кошице, Любомль) и 63 деревни.